# Allard Pierson Museum

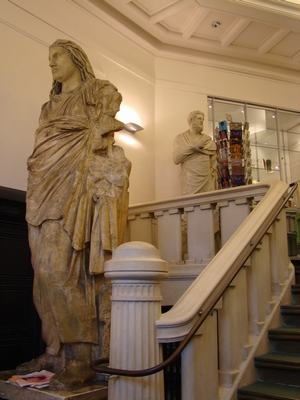
L'entrata dell’Allard Pierson Museum

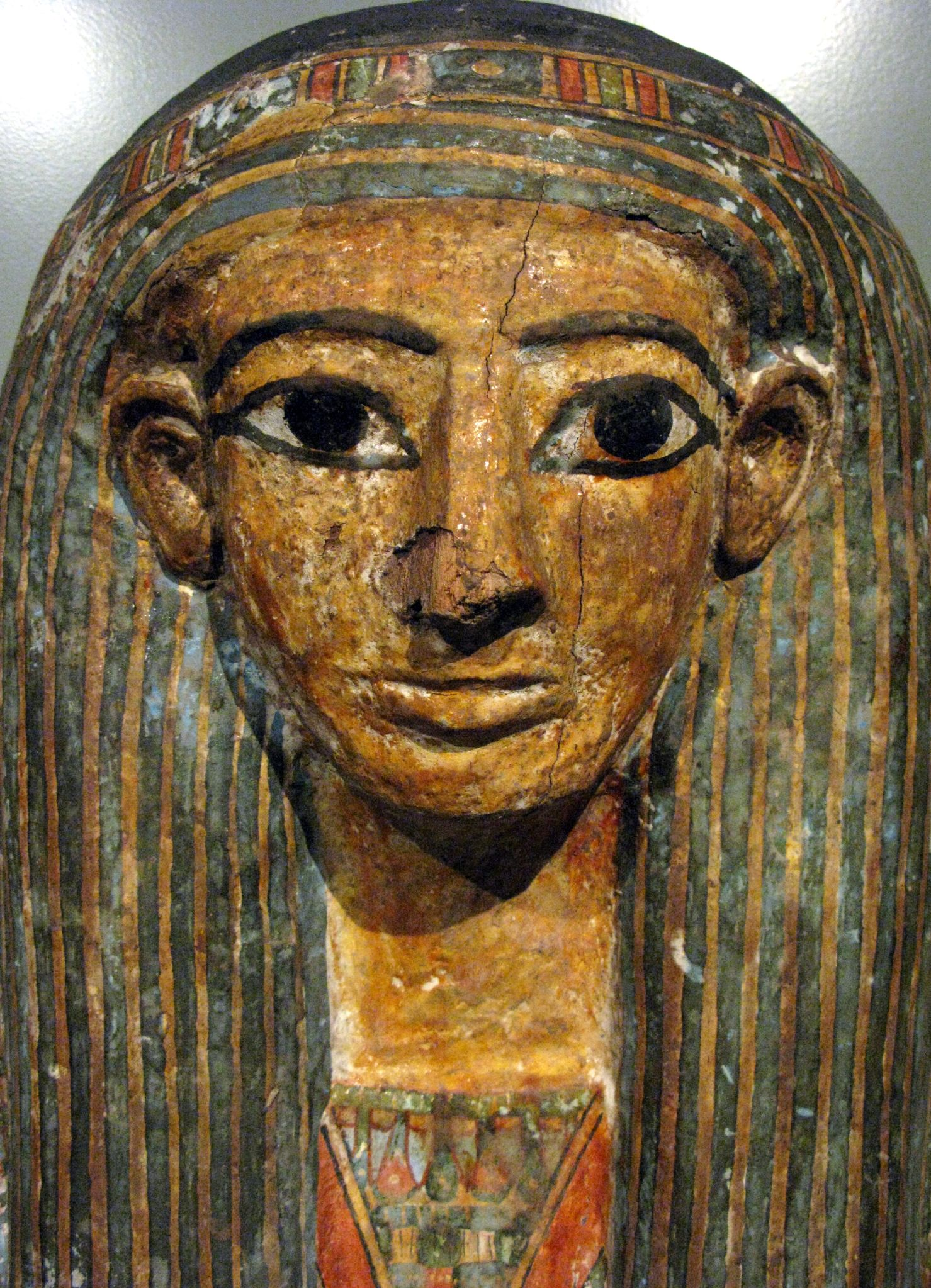
Reperto egizio esposto all’Allard Pierson Museum

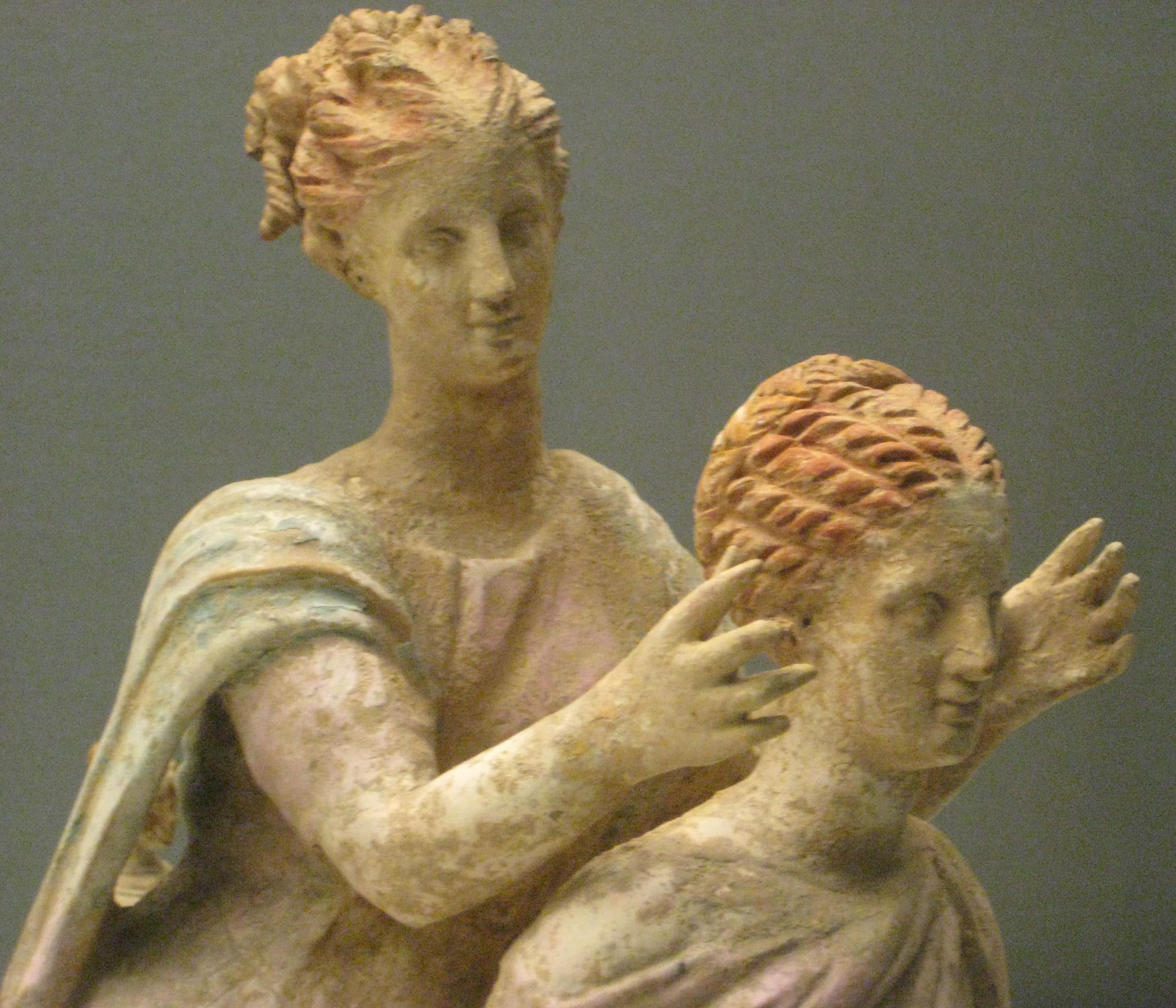
Scultura all’Allard Pierson Museum

L’Allard Pierson Museum è un museo archeologico diretto dall'Università di Amsterdam e dedicato a varie civiltà antiche, dalle civiltà mesopotamiche, all'Antico Egitto, agli Etruschi, all'Antica Grecia, all'Antica Roma, ecc.
Il museo è intitolato all'ex-pastore vallone Allard Pierson (1831 - 1896), primo professore, dal 1877, di Archeologia all'Università di Amsterdam ed è ospitato dal 1976 nell'ex-sede della Banca Nazionale in Oude Turfmarkt.

## Ubicazione
Il museo si trova nell'Oude Turfmarkt ("Vecchio mercato della torba), nella parte meridionale della Nieuwe Zijde (lett. "Zona nuova"), al confine con la Oude Zijde e della cosiddetta "Cerchia dei Canali Est". È situato nei pressi di Kalverstraat e del Rokin, a sud di Piazza Dam, e non lontano dal Begijnhof e dall'Amsterdams Historisch Museum, dal Bloemenmarkt ("mercato dei fiori"), dalla Muntplein (la piazza con la celebre Munttoren) e dal Teatro Tuschinski.

## Caratteristiche
Il museo non è di dimensioni eccessive.

Vi si trovano vasellame, statuette, sculture, sarcofagi, mummie, ecc.
L'esposizione è poi integrata da una mostra di 220.000 perle e una mostra di fotografie sull'area mediterranea risalenti al 1890 - 1912.

## L'edificio
L'edificio che ospita il museo è in stile neoclassico e risale al 1860.

## Storia
Le origini del museo risalgono al 1926, quando alla morte di J. Six, successore di Allard Pierson alla cattedra di Archeologia all'Università di Amsterdam, fu fondata l'Allard Pierson Stichting ("Fondazione Allard Pierson"), che mise a disposizione della stessa Università la ricca collezione di libri e reperti di cui Six disponeva per l'insegnamento.
Nel 1929, la fondazione acquistò anche la collezione posta in vendita dal banchiere de L'Aia Lunsingh Scheurleer, travolto dalla crisi economica di quell'anno, e la donò all'Università di Amsterdam.
A partire dal 1931, la collezione fu esposta nella soffitta dell'Istituto di Archeologia Mediterranea nella Weesperzijde; quindi, il 12 novembre 1934, l'Allard Pierson Museum fu ufficialmente aperto nella Sarphatistraat.
La collezione si arricchì in seguito grazie a numerose donazioni.
Nel 1976, il museo fu trasferito nella sede attuale nell'Oude Turfmarkt: l'inaugurazione si svolse alla presenza della regina Beatrice.
Nel 1994, fu aggiunta una nuova ala al museo.

## La collezione

### Egitto
La sezione dedicata all'Egitto va dal 5000 a.C. all'XI secolo d.C.
Vi si trovano ceramiche, mummie di animali, scrigni, tessuti (tra cui spiccano quelli copti), modelli di piramidi, ecc.
Vi si trova anche un computer con cui poter scrivere il proprio nome in caratteri geroglifici.

### Asia Occidentale
Nella sezione dedicata all'Asia Occidentale si trovano reperti provenienti soprattutto dall'Antica Persia: tra questi, figurano delle brocche utilizzate nei vari rituali.

### Antica Grecia
La collezione dedicata agli antichi Greci è composta prevalentemente di ceramiche decorate con scene mitologiche.
Vi si trova anche una vetrina con sculture raffiguranti animali vari.

### Antica Roma
Questa sezione è strutturata in modo tale da "raccontare" la vita quotidiana degli Antichi Romani.
Tra i "pezzi forti" della collezione, figura una vasca da bagno risalente al II secolo d.C.

## Galleria d'immagini

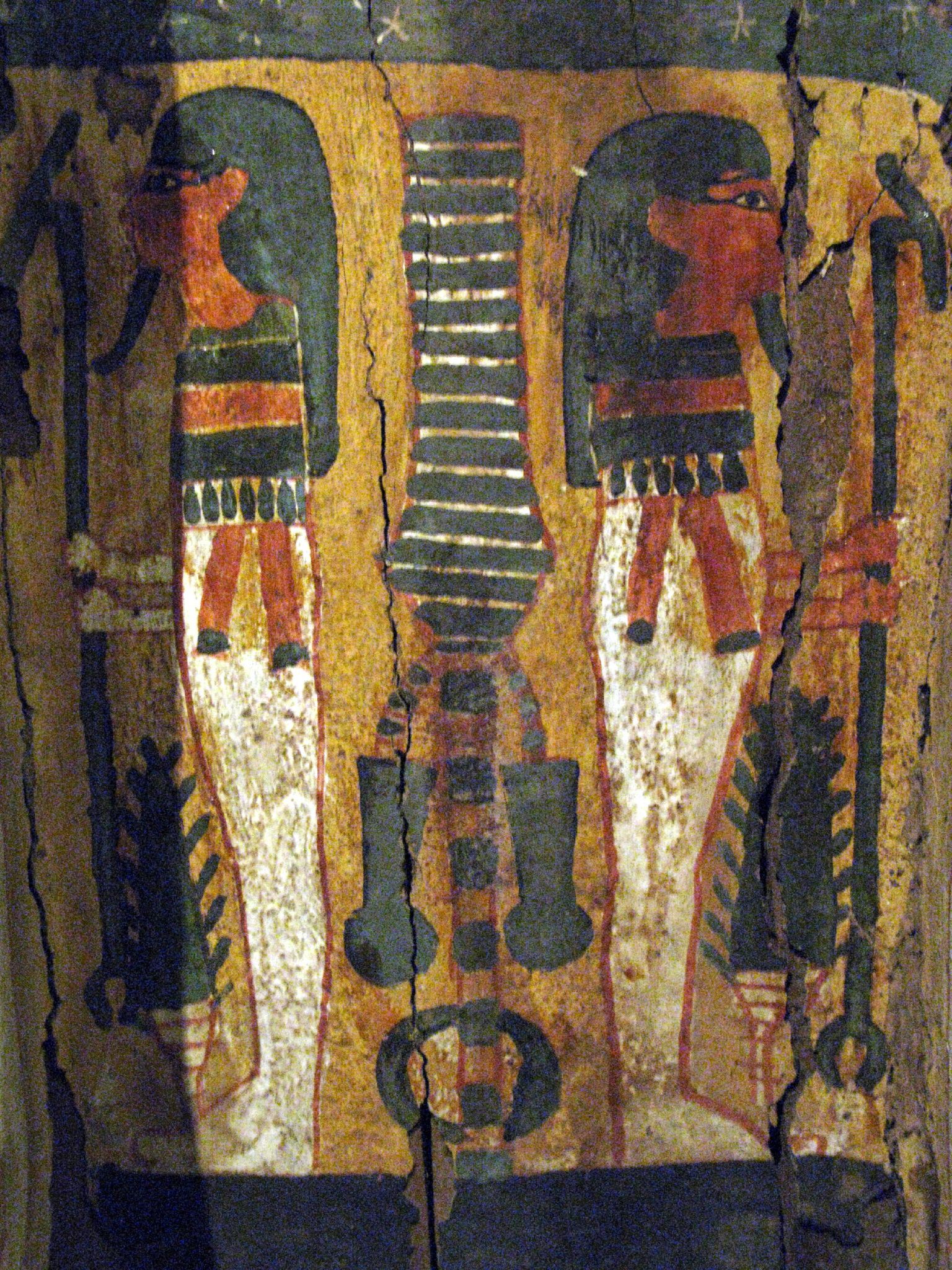
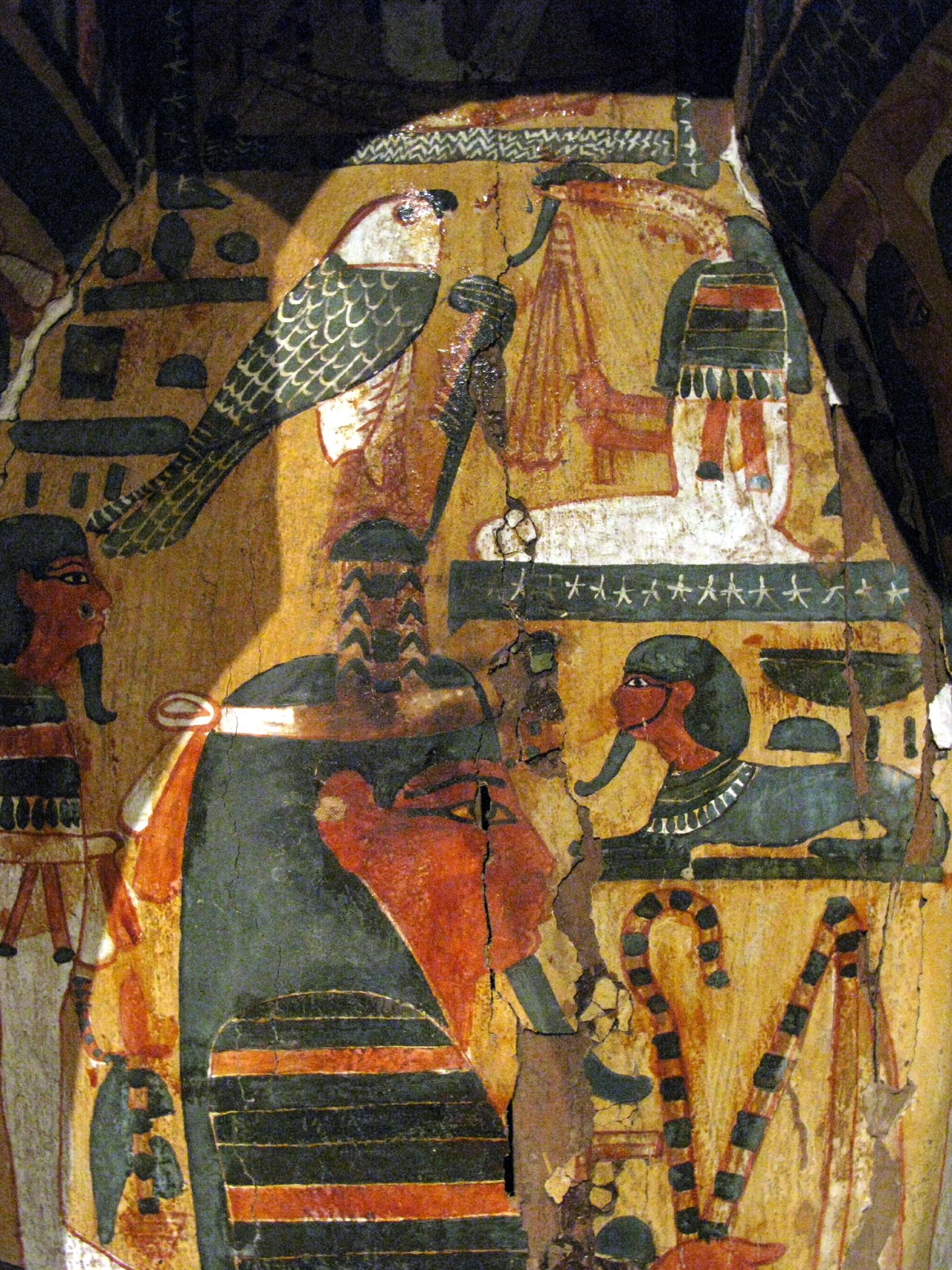
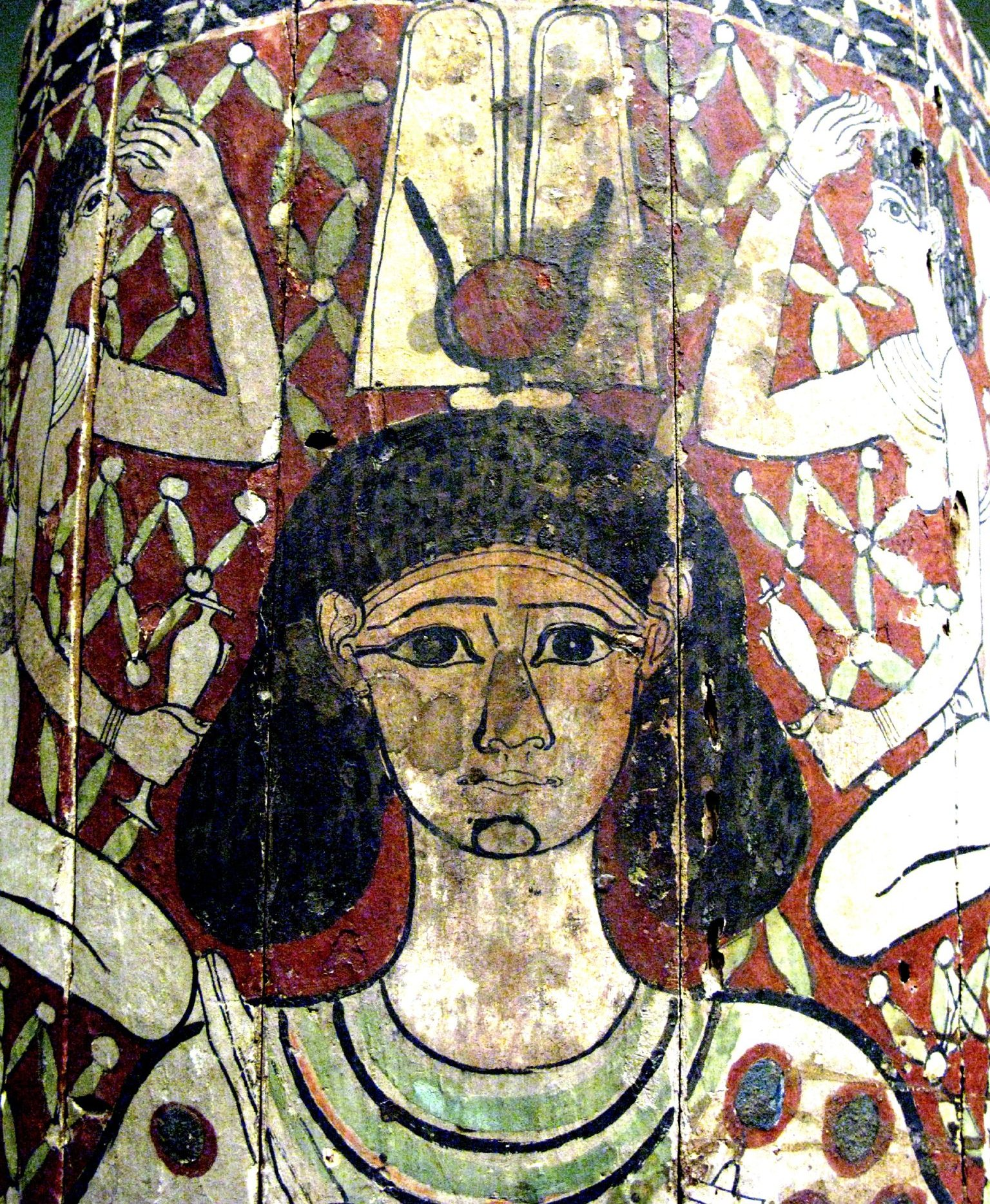
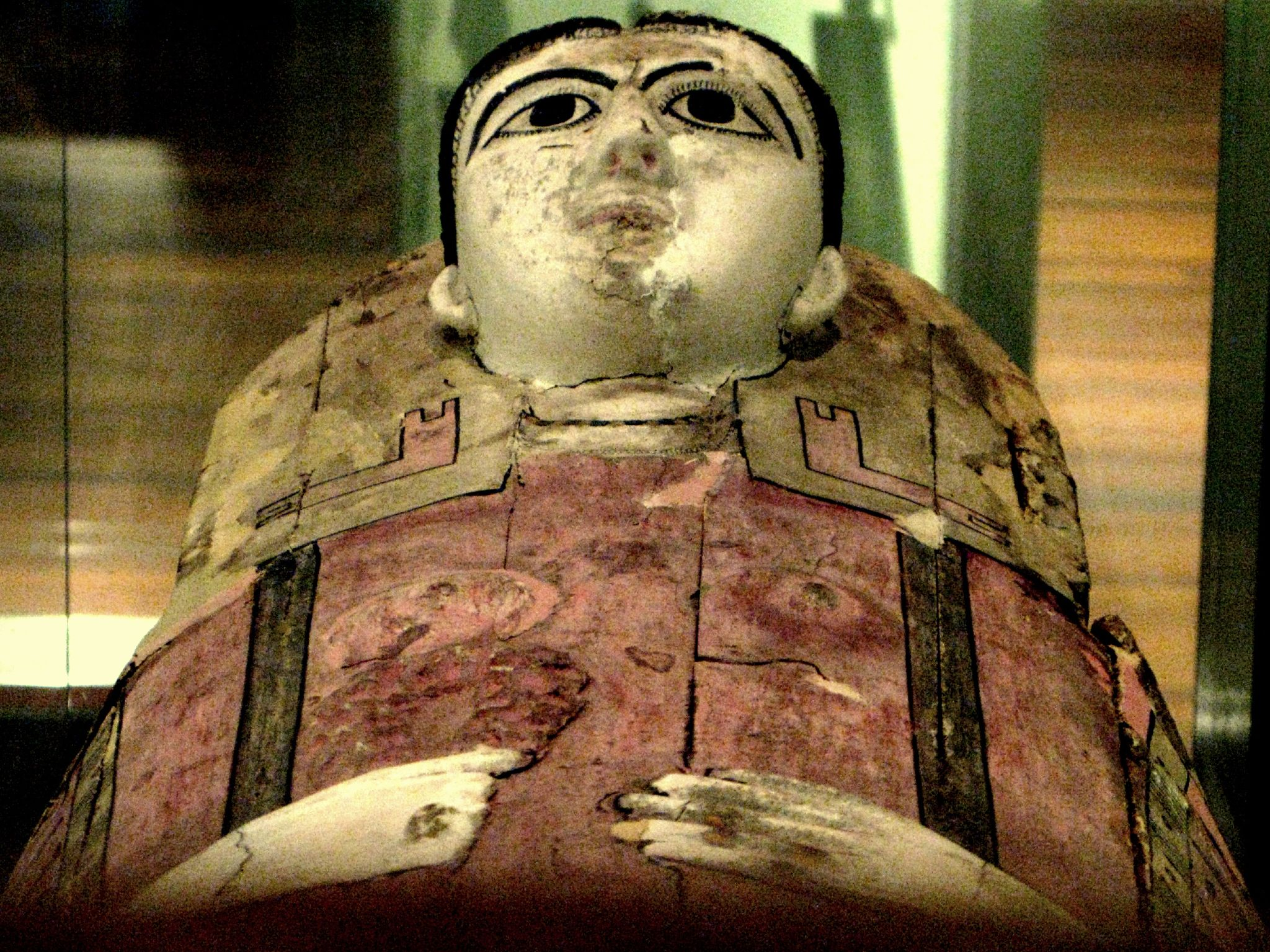

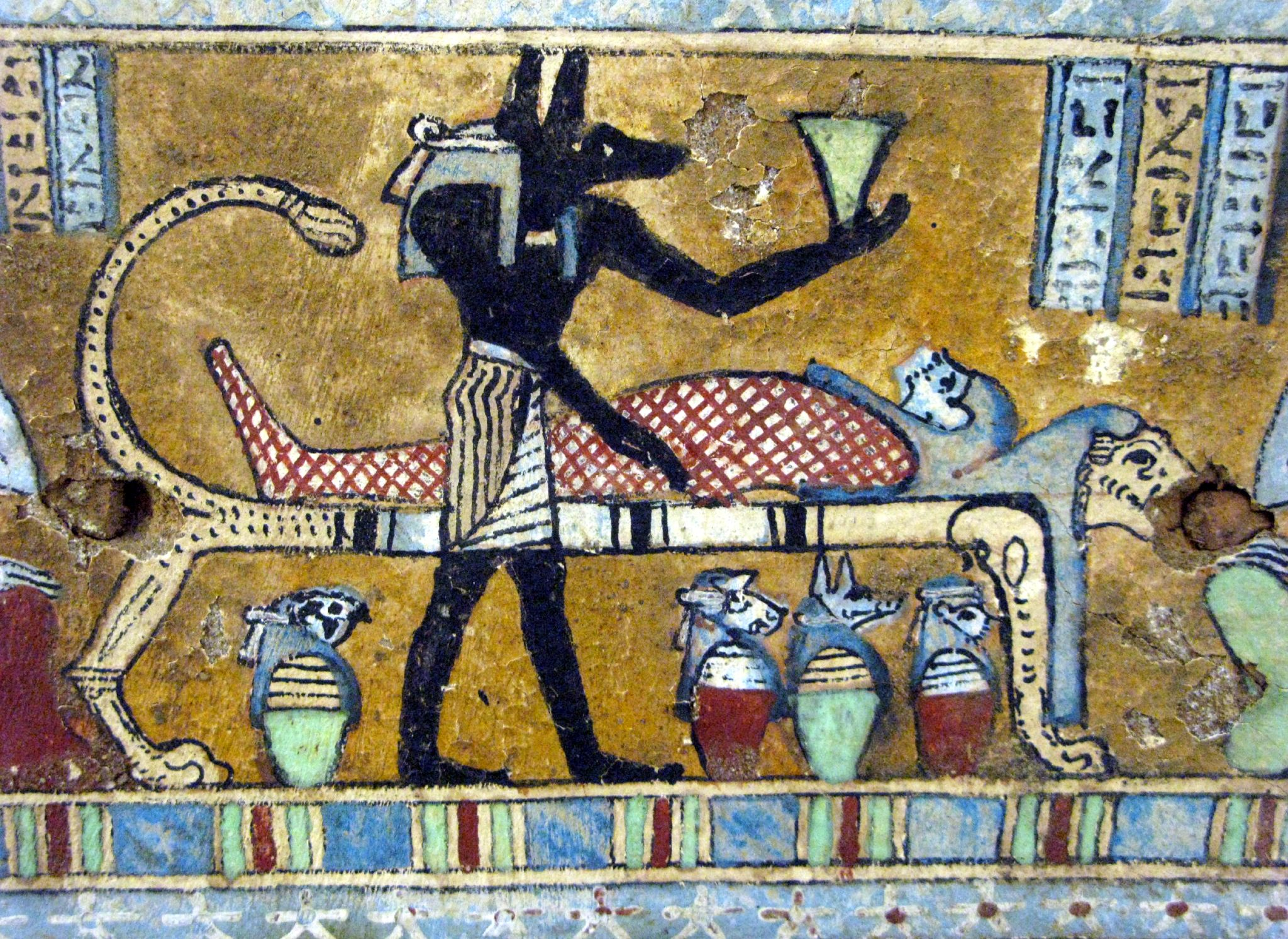
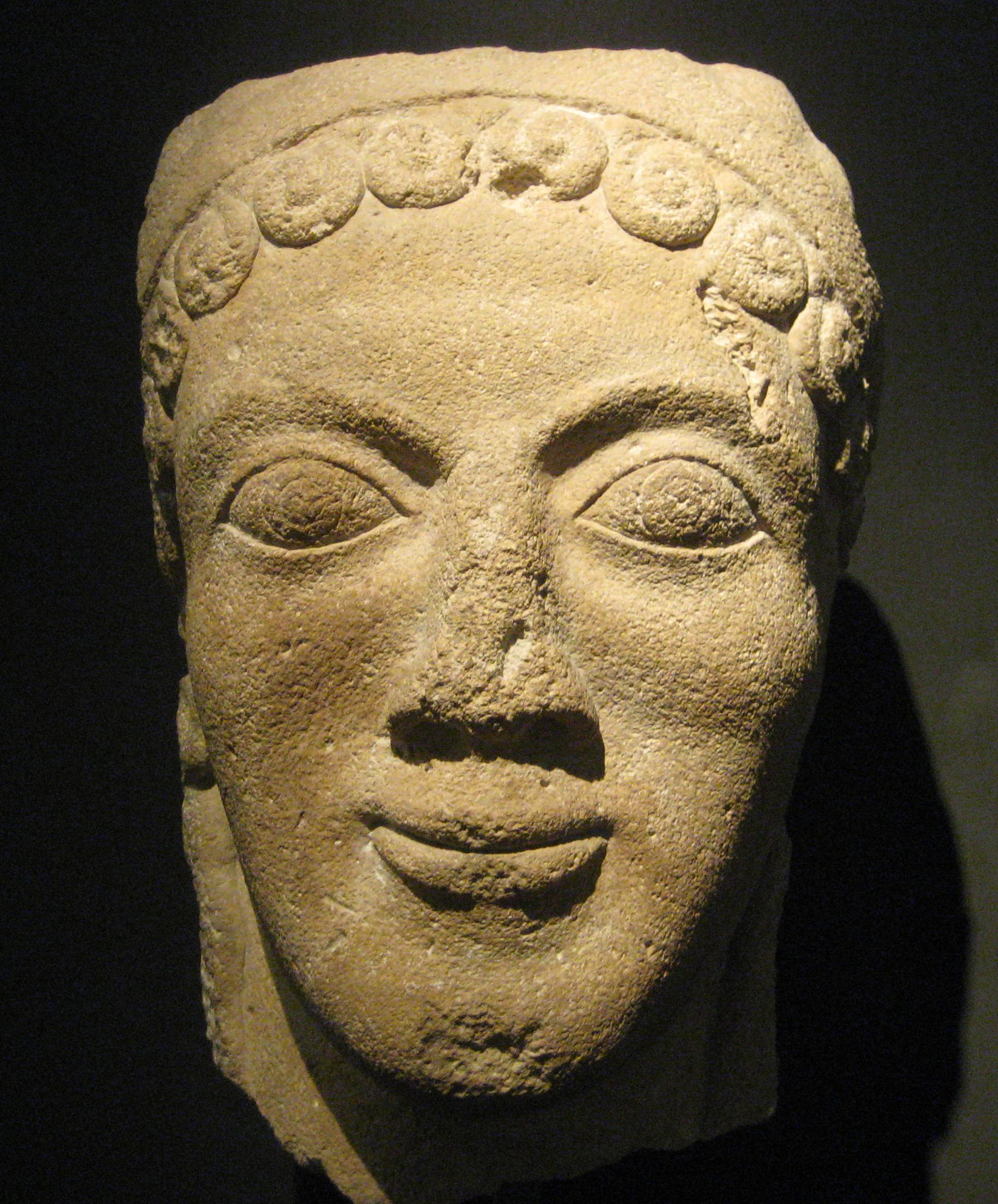
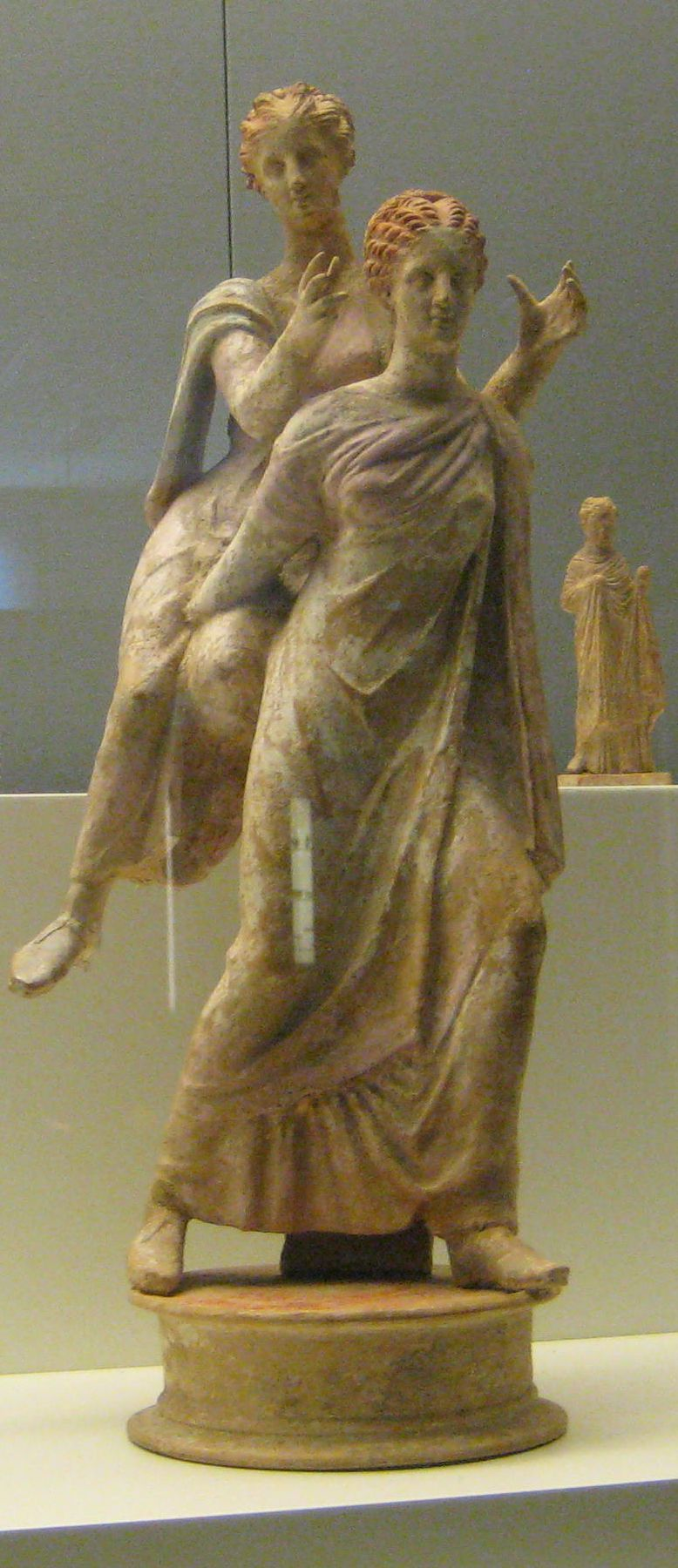
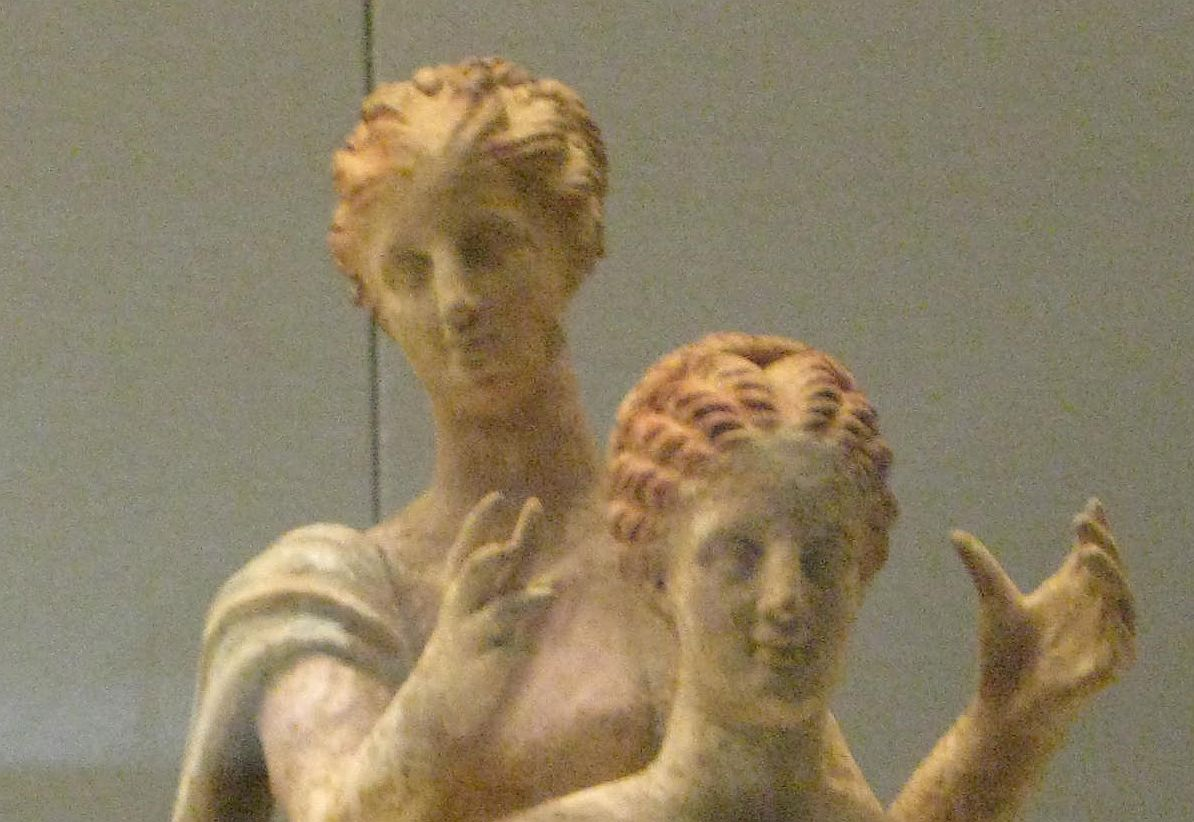